# Sante Peranda
Sante Peranda (Venecia, 1566 - 1638), fue un pintor italiano de la Escuela veneciana, que trabajó para las familias Pico y Este.
Fue alumno del pintor Leonardo Corona y, más tarde, de Palma el Joven. Su estilo evolucionó de la imitación de sus maestros a otro más personal y elaborado, tras visitar Roma y estudiar las esculturas clásicas y las obras de los grandes pintores anteriores a él.
Entre los discípulos de Peranda se encuentran  Francesco Maffei, Matteo Ponzone y Filippo Zaniberti.

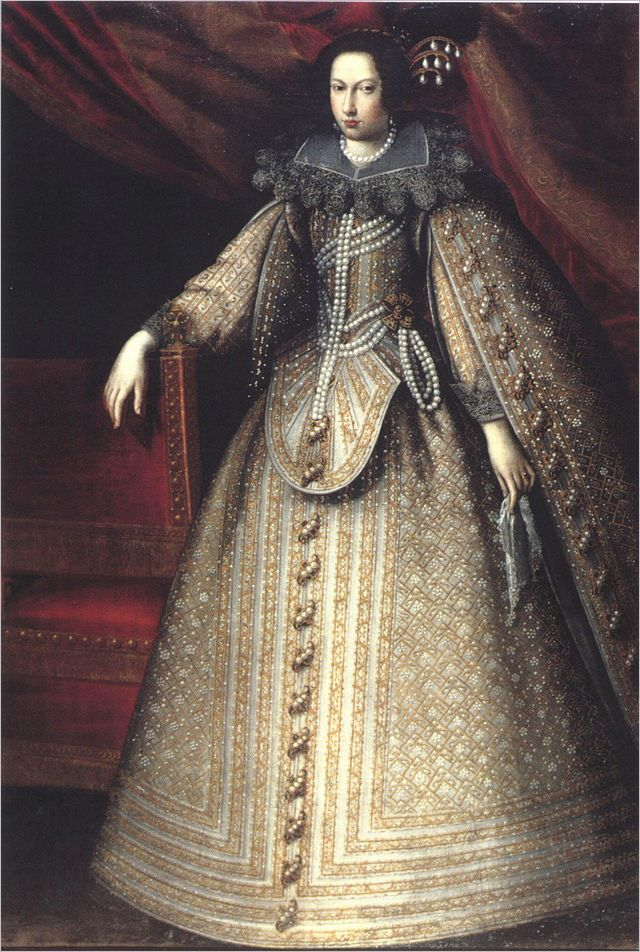
Sante Peranda, Retrato de Isabel de Saboya, Galleria Estense, Módena.

## Obras
- Las Edades del Oro, la Plata y el Bronce. Sala del Laberinto, Palacio Ducal de Mantua.
- Escenas de Psiqué. Sala de Amor y Psiqué, Palacio Ducal de Mantua.
- Retrato de Alejandro I Pico.
- Retrato del Padre Quistelli.
- Dibujo de Laura d'Este Pico.
- La conversione de San Pablo.
- San Esteban, catedral de Santa Maria Maggiore, Mirandola.
- Dolorosa con los santos Francisco y Carlos Borromeo, catedral de Santa Maria Maggiore, Mirandola.
- San Francisco recibiendo los estigmas, iglesia de San Francisco, Mirandola.
- Altar de San Martín, iglesia de Rio San Martino, Scorzè.
- Descendimiento, iglesia de San Próculo, Venecia.
- El maná, iglesia de San Bartolomé, Venecia.
- La derrota de los sarracenos, Palacio Ducal de Módena.
- Misterios gloriosos, iglesia de San Nicolás, Treviso (1623).